# 火星ロボ大決戦!
『火星ロボ大決戦!』（かせいロボだいけっせん）は、なかま亜咲による日本の4コマ漫画作品。『COMICぎゅっと!』（平和出版）において2004年9月号から2005年1月号まで連載されたが、雑誌の廃刊に伴い『まんがタイムきららキャラット』（芳文社）に移籍し2005年8月号から2008年10月号まで連載された。

## 作品概要
ロボット工学が飛躍的な進歩を遂げた近未来、ペンギン帝国は人類に迷惑をかけていた。そしてこれに対抗するため立ち上がったのが火星ロボである。
本作は基本的にロボットバトル作品だが、ギャグやエロのエッセンスが多分に盛り込まれている。また、さまざまなスーパーロボットのパロディがちりばめられているのも特徴でいわゆる「お約束」を逆手に取ったギャグが魅力。ギャグ漫画としては「ツッコミ」に類するキャラが非常に少なく、ひたすらボケっ放しの展開になりがちなのも特徴である。
作者自身がスーパーロボット大戦シリーズのファンということもあり、2巻の帯にはスーパーロボット大戦シリーズのプロデューサーを勤める寺田貴信からのコメントが寄せられた。
最終回のペンギン帝王が過去に思いを馳せるシーンにおいて自身がかつて「ペンギン番長」であったことを独白しているが、そこにはさらに『カニメガ大接戦!』の主人公である大宜見小五郎と照屋カニメガの姿が描かれており本作と繋りのある物語であることが初めて明らかにされた。

## 主な登場人物

### 超火力発電所サイド
與那嶺 ギコ（よなみね ギコ）
本編の主人公。火星ロボの操縦士で16歳の高校生。髪は黒色のショートヘアー。瞳の色は黒。スリーサイズはB80・W56・H84。当初は貧乳キャラだったが、成長しているらしい。ヂョウを凌ぐ逸材とされ火星ロボを受け継いだが、劇中ではよくピンチに陥る。天然ボケな面も多いが、真面目で大人しい性格のためか周囲の人間に振り回されがちで、オチで「うわぁぁん!」と泣くことが多い。
与儀 ヂョウ（よぎ ヂョウ）
超火力発電所の所長で火星ロボの前操縦士。28歳。髪は黒色、瞳の色も黒。現在は第一線を退いているが、かつてはペンギン帝国を壊滅寸前にまで追いやった最強の惑星ロボ操縦士だった。敵味方問わず女性の胸などを触りまくり、服を脱がそうとするなど非常にすけべな男である。本人いわく微乳派とのことだが、巨乳の司令官の胸も好んで揉む。
相当なボケキャラで、作品のギャグ要素を支えている主要キャラとも言える。作中での「4コマ目のボケオチ」に使われる率も非常に高い。
謝花 淑子（じゃはな よしこ）
惑星ロボシリーズの権威。32歳で、少し年齢を気にしている節がある。髪は黒色のロングヘアー、瞳の色も黒。白衣・巨乳・眼鏡。美人で頭脳明晰だが割と間が抜けている。
銘苅 正（めかる ただし）
水星ロボの操縦士。16歳の高校生。髪は黒色、瞳の色は赤。かなり高度な操縦技術をもっており、惑星ロボの中で最も旧式である水星ロボで無類の強さを発揮する。助っ人としてギコ達の所属する超火力発電所に暫く滞在していたが、最強五人衆のフンボルトとの戦闘で水星ロボが大破。ブラック火星ロボのパーツでリペアするため一旦本来の所属である西部エリアの発電所へ戻るも、新たな機体と共に再びギコのピンチに駆けつけることになる。
女性に対してはシャイな面があり、年相応の性欲はある様子だが本作に登場する男性キャラの中ではほぼ唯一すけべな行動を起こさない。そのため、本作のエロネタでは必ずツッコミに回る。あからさまな好意を見せるフンボルトについては敵だと言いつつもまんざらでもないようなところがあり、半ば強引に恋仲になっている。
牧志 悠子（まきし ゆうこ）
木星ロボの操縦士。25歳の人妻で、夫は東部第5発電所の牧志所長。髪は黒のショート。瞳も黒。実家が呉服屋であり、それ故か常に和服を着用している。ロボット操縦の実力は高いが、やや自信過剰な面がある。ちゃんとした和服を着ていながら服が脱げたり破れたりする頻度は高く、その上そのままでいることも多く主人公サイドのエロ担当であるが司令官やフンボルトと比べるとやや後れをとる。
公開プロフィールには「男性経験あり」と記されている。
牧志（まきし）
東部第5発電所の所長。
謎の少女
最終回のイメージカットにて登場。北部発電所に所属している13歳の操縦士で、新型の土星ロボを駆る。ペンギン帝国との決戦後、機体を封印されたギコ達にかわって戦闘任務を引き継ぐことになっている。

### ペンギン帝国サイド
ペンギン帝国司令官
ペンギン帝国の司令官。23歳の女性。本名は不明。紫色の長髪と同じ色の眼を持つ。髪型と衣装がよく変わり、連載当初はツインテールだったがその後ポニーテールに変化しペンギン帝国を裏切った後は髪を下ろすようになった。服装も当初は魔法少女風だったが後に司令官らしいスーツやジャケット、悪の女幹部らしい露出度の高い服装、魔女のような帽子とコートというように変わっていった。身長は170cmで体重は53kg、スリーサイズはB92・W60・H86だが3巻ではB95・W60・H86になっていた。
司令官の地位にいるわりには作戦指揮能力が低く失策が多く、ロボットの操縦も苦手で、最終的にアホの子扱いをされている。ただし一戦士としての能力は高く、捕虜になった際自力で脱出したりヂョウを相手に格闘戦闘を行った。
ペンギンが大好きだという単純な理由で人間でありながらペンギン帝国に属していたがペンギン計画の全貌を知ったことによりペンギン帝国を裏切り、大南極を奪って火星ロボ達に味方するようになる。
美人でスタイルが良いのが災いしてか、劇中で幾度となくいやらしい目にあっている。大まかに例をあげるとヂョウによる強姦未遂、乳揉み、下着盗難など。また水星ロボの水星クローによる衝撃波で衣服を引き裂かれ、まんがタイムきらら誌上で女性キャラの乳首が描かれたと話題になった。他にも部下であるペンギンコマンダー達にカラダを触られるなど、散々な目に遭っている。最強五人衆のフンボルト登場以降はペンギン帝国側に女性キャラが増え出番が減っていたが、本作のエロ担当として不可欠の存在である。また、作中では貴重なツッコミ属性キャラでもある。
ペンギン帝王

ペンギン帝国を治める帝王。94歳。その目的はペンギン計画により世界中の鳥類をペンギンに変えることだが実際には見た目は鳥の模様をペンギン柄に塗り替えるだけ。好色でいまいち威厳に欠けるところもあるが部下達からの信頼は厚い。
テレビアニメ版『健全ロボ ダイミダラー』では、人間に敗北した後、マカロニが偶然見つけたHi-ERo粒子が濃厚な世界からエネルギーを調達すべく試作品のペンギン装置を使ったところ、操作を誤り単身ダイミダラーの世界へととばされてきたことが語られた。
ペンギンコマンダー
ペンギン帝国の雑兵で22歳。ペンギン術によって生み出された人造人間で当初は800人ほどだったが増殖中で、2巻になって1000人に増えた。司令官やフンボルトに数人単位で付き従って行動することが多いが戦闘能力はおしなべて低い。見た目は人間頭身のペンギンで皆同じに見えるのだが個々にダニエル、ジェイムズ、フレッド、トニーなどの名前がついている。お互いを助け合ったり応援したり組み体操をするなど仲間意識は強い。例によって好色で、司令官やフンボルトによくセクハラ行為をする。
最大の特徴である股間の突起は前シッポと呼ばれる尻尾であり、チ●コではないらしい。しかし本作の単行本第1巻購入特典として配布された小冊子によると、「生殖器としての役割も果たす万能しっぽ」と記載されている。
ペンギン番長に造られた一世代目のペンギンコマンダー達は、姿形を自由に変えられるメタモルフォーゼ能力を持つ。

#### ペンギン帝国最強五人衆
ペンギン帝王秘蔵のチームで、ペンギン帝国兵士の中から選りすぐられた精鋭部隊。メンバー全員が超能力者（サイオニクサー）であり高い戦闘能力を持つ。また各々が超南極と呼ばれるロボットを有しており、戦闘時にはそれを自由に召喚することができる。人間の姿をしているがペンギンコマンダーたち同様ペンギン術によってペンギンから作られた存在。ただフンボルト曰くペンギンに戻ったりする心配はないなど、人として生活するのに特に問題はない様子。
フンボルト

ペンギン帝国最強五人衆のナンバー2で女性。15歳。髪は金色で短め、瞳の色は緑。ほとんどぺったんこの無乳体型。「うふふ」が口癖。超感覚者（スキャナー）であり、相手の考えを読むことができる。可愛い外見の女の子だがニンフォマニアと言って差し支えないほどの根っからのすけべであり、ペンギンコマンダー達のセクハラに動じるどころか自ら身体を寄せて吐息を吹きかけるなどいやらしいリアクションで対応した。ただし、本人曰く意外にも処女であるとのこと。
超感覚の能力だけでなく優れた身体能力も備えており、生身での戦闘能力も極めて高く「烈風ペンギン突き」という必殺技も持っている。
あることがきっかけで敵である正に恋心を抱くようになり、頻繁にモーションをかけている。最終的には恋仲になった。
テレビアニメ版『健全ロボ ダイミダラー』にも登場。ペンギン装置によって超南極と共に転送される。その際にリッツに技を伝授し、また戻っていった。
キガシラ
ペンギン帝国最強五人衆のナンバー5で男性。セリフを喋る前に「ゲゲゲ」と笑う。肉食獣のような大きい口と牙、黒目のない瞳と褐色の肌が特徴。人間離れした外見だが、一応人間らしい。透視（クレヤボヤンス）の能力者で相手の衣服を透かしてハダカを見ることができるが、それだけの能力なので戦闘時には全く役に立たないが本人は満足している。
ギコに五人衆最弱とバカにされてあっさりと敗北したあたり、五人衆の中でも際だって弱い存在であるのは間違いないようである。
コガタ
ペンギン帝国最強五人衆のナンバー3で男性。仮面舞踏会に着用する様なマスクを装着しているが、垣間見える瞳となびく金色のロングヘアをもつ。後に私服で美形の素顔を公開した。しかしご多分に漏れずすけべな男のようであり、自分でもはっきりと認めている。超能力は念動力（サイコキネシス）でギコの身体の自由を奪い、胸を揉んだ。さらには火星ロボの動きを封じるほどの力を持つが破壊までは出来ないらしく、手作業で破壊しようとしていた。
マカロニ

ペンギン帝国最強五人衆のナンバー4で女性。「～ですわ」口調とフリル付きのコスチュームが特徴の所謂お嬢様タイプ。またフンボルトとの会話で五人衆ナンバー4と呼ばれ怒ったところから、プライドの高い性格だと思われる。
潔癖な性質の持ち主で、五人衆の中では唯一下ネタを嫌っている。その一方で、司令官と比べると目立たないがかなりの巨乳であり、様々な要因でエロい格好にされてしまうというお色気担当キャラでもある。また、初登場時は衣服がめくれあがり乳首モロだしで登場した。
物品引寄（アポーツ）の能力者であるが、コガタには「チンケな力」と評されてしまっている。作中では火星ロボの操縦器を奪おうとしたが、間違ってギコのブラを引寄せる、引寄せた操縦器を顔面にぶつけるなど、あまり活用できていない。
同じ五人衆のコガタには特別な思いを抱いているようであるが、コガタも相当なすけべであることも災いしてイマイチうまく伝わらない。
単行本第2巻の描き下ろし短編には複数のペンギンコマンダー達に「エロいことをしてやる」と宣告された挙げ句に服を脱がされ泣き叫ぶという、かなりきわどい描写のシーンが存在している。
テレビアニメ版『健全ロボ ダイミダラー』にも登場。ペンギン装置によって転送され帝王と再会するも、また戻っていった。
アデリー

ペンギン帝国最強五人筆頭で男性。何度かその名は見られたものの、長い間本編中に登場したことがなかった人物。帝国最強の戦士で発火（パイロキネシス）の能力をもつ。大柄な初老の男性で渋めの雰囲気をもっているがお約束どおりすけべな男であり、フンボルト曰くヂョウ以上のすけべ。
他の五人衆達よりも旧式の超南極を操るが機体の性能を極限まで引き出せるほどの実力を持つため、新型のロボットたち相手でも圧倒することが可能。かつて銘苅の水星ロボを倒した。

## 登場するロボット

### 惑星ロボシリーズ
第五種永久機関である超火力発電システムを搭載した、太陽系惑星の名を冠した人型の巨大ロボットで、有線リモコンによる遠隔操作で稼働する。現時点での最新型は土星ロボであり、水星ロボ・金星ロボ・地球ロボ・火星ロボ・木星ロボ・土星ロボの6機と欠番機体である冥王星ロボの合計7体が存在すると思われる。悪の組織であるペンギン帝国の南極（ロボット）に対抗するために開発された人類防衛の要である。頭の上のロウソクと、全体的に非常にレトロで珍奇な簡単に言うとカッコ悪いデザインが特徴。
火星ロボ
型式番号:PR-04
高い性能と汎用性を誇る、近接・遠距離での戦闘に対応したオールラウンダーな機体。しかし有線で操作する仕様のため操縦者を巻き込んでしまう危険性から高速移動の「火星ビジョン」飛行機能の「火星ウィング」など本来装備されている機能・武装を殆ど活かせない、見方によっては欠陥機ともとれる特徴を備えている。武器（必殺技）として目から発射される「火星ビーム」、豪腕により相手を破壊する「火星アーム」と更にその発展技「真・火星アーム」が存在している。他にも「火星スパーク」「火星トマホーク」があるとされているが、劇中では使われていない。また、動きを封じられた際の脱出手段に用いられた「火星分離（オープン）」という身体をバラバラに分離してしまう機能があるが、元に戻すには整備ドックで組み立てる必要があるため戦闘中に使ってしまうと一巻の終わりである。また中破した際に新しい装甲に換装、コーティングが施され、正式名称が「火星ロボ・改」となった。主な操縦士は主人公のギコ。余剰パーツで組み立てられたレプリカの2号が存在する。終盤にG火星ロボにパワーアップした。
G火星ロボ
型式番号:PR-04-HR
火星ロボをパワーアップさせたペンギン帝国決戦用の切り札で、ギコ専用機として開発された最強最後の火星ロボ。「G」はグレートと読む。惑星ロボとしては過去最低のダサさで黒タイツの人間のような体に火星ロボの頭と手足を付け、ハリボテのボディを被せたようなひどい外見。敵味方からも脆そう、軽そう、安そう、頭も悪そう、臭そう、すけべそうと散々な評価を受けている。しかしその強さは本物で、超南極4体をあっという間に倒しアデリーにも「真・火星アーム」で勝利した。
パンちゃんと呼ばれる大気圏突入用の運搬モジュールが存在し、本体が着込むように使用する。デジタルチューナーや、ブルーレイディスクレコーダーを搭載したハイエンド仕様とのこと。運搬モジュール故に戦闘能力はないが、見た目はとてもカッコいい。
水星ロボ
型式番号:PR-01
惑星ロボシリーズ第1号、最初期の機体であるため他の惑星ロボよりも性能は格段に劣っている。四角いフォルムの火星ロボに対しこちらは丸みを帯びたシルエットで顔部分には風邪用のマスク、下半身には黒いパンツ、身体には真っ赤なフロシキをマント代わりに羽織っておりどことなく人間臭さの漂うデザインである。火星ロボと違い完全に近接戦闘に特化した機体であり、武装は左腕に装着された鉤爪のみ。そこから繰り出される「水星クロー」で敵機や司令官の服を切り裂く。またフロシキをはずしてそれを目眩ましにする「水星フロシキ」という技もあるが本作に登場するロボットは敵味方とも遠隔操作タイプのため、この技は戦術的にまったく意味をなさない。操縦士は正。一度破壊されてしまったが、ブラック火星ロボのパーツを組み込むことで続・水星ロボにパワーアップした。
続・水星ロボ
型式番号:KGYR-02-C
破壊された水星ロボをブラック火星ロボのパーツを使いリペアした機体。外見上の変化は体の各部にツギハギ部分があること、右眼に眼帯を装着していること、フロシキが赤から黒に変わったこと、そしてなによりパンツをはいていない。強力なキマイラ動力炉を搭載しているため、大南極Chimairaに匹敵するパワーを得た。また、眼帯に隠された右眼から黒火星ビームを発射することも可能。
木星ロボ
型式番号:PR-05
火星ロボをベースに開発された、最強クラスの惑星ロボ。胸の松本零士風メーターが特徴であり、全体的に悪役っぽいデザインをしている。中・遠距離での射撃戦に特化した機体であり、全身に搭載された500発ものミサイル「木星ミサイル」が武器。ミサイルは連射が可能で劇中では「木星ミサイル100連発射」を披露している。また防御力も高く、そのシールドはYellow-eyedの南極ブラスター等のビーム攻撃を完全に防いでいる。操縦士は悠子。開発費は4億円、スペック表が漢数字で読みにくい。
土星ロボ
型式番号:PR-06
最新鋭の惑星ロボ。一機体につき1つしかないとされる超火力発電システムの動力炉（蝋燭）が2基搭載されていることから、超高性能機であると推測される。最終話のイメージカットにシルエットのみが登場しており、そこでは「土星ロボ」ではなく「PR-06 Saturn」と表記されている。
冥王星ロボ
型式番号:KGUR-01
惑星ロボシリーズから除外されたロストナンバー。非常にシンプルな顔と胴体が一体化した箱のような体からそのまま手足が生えている與那嶺ギコいわく「ヒトをバカにしたみたい」なデザイン。他の惑星ロボからエネルギーを借りることにより手に持った剣から「ペンギン殺し」という必殺技を使用することが可能だが、発動すると超火力発電システムの余剰電子が周囲の衣類を引き裂き傍にいる人たちを全員裸にしてしまう。火星ロボがパワーアップするまでの間、ギコが一時的に操縦士となった。
火星スーツ
ロボットではないが南極に対応するためギコが着用した強化服。右腕の砲身から発射される火星ビームは非常に強力だが、スーツのデザインはエッチで恥ずかしい。その上外部のリモコンで自動的に服が脱げる外部セパレート機能やナノマシンテクノロジーを応用した性感帯知覚を高める機能など、余計な機能が多い。

### 南極
「南極」とはペンギン帝国の保有する人型巨大ロボットの呼称であり、最新機体は7号である。有線で操作する惑星ロボと異なり、オペレーターの音声で操作する。司令官以外は操作するためには操作用ブレスレットを身に着けることが必要。惑星ロボと違ってどれも非常にカッコいいデザインが特徴。人間等身大型、近接格闘型、ライフル装備型など様々なタイプが存在するがいずれも火星ロボや水星ロボより戦闘能力は劣っており、あっさりと破壊されている。主なオペレーターは司令官。作戦行動に使用されるほか、ペンギン城の拠点防衛用として多数が配備されている。
南極1号
型式番号:ANT-001
ペンギン帝国で最初に量産された南極。何体も登場したが等身大型であったため、あっさり火星ロボに踏み潰されてしまった。
南極2号
型式番号:ANT-002
重装甲パワー型。コンピュータによる自律制御が可能。火星ロボを押さえ込む活躍を見せ火星ロボは火星分離で自滅するが、火星スーツを装備したギコに一瞬でやられてしまった。
南極3号
型式番号:ANT-003
オペレーターの声で操作する音声認識型。格闘戦に優れた高い戦闘力を持つ。しかし、戦闘中の騒音・雑音により声が届かなくなり火星ロボにやられてしまった。
南極4号
型式番号:ANT-004
機動性重視の機体で極限まで軽量化が行われているが、そのために装甲が極端に脆くなってしまい、金槌や拳でもペコンと凹むほどらしい。特に見せ場もないまま火星ロボにやられる。水が苦手。
南極5号
型式番号:ANT-005
ビーム兵器を背部と腰部に装備した強襲型。全砲門を展開して発射する「南極フルバースト」が最大の武器だが有効活用できないまま終わる。装甲の薄さはそのまま。
南極6号
型式番号:ANT-006M
南極5号のデータを元に徹夜で開発を行い、まぐれで完成させた機体。新型のペンギンジェネレーターを搭載。胸部から「南極ビーム」を発射できる。現時点で最高の南極と呼ばれ精鋭の南極部隊として何機も登場したが、全て水星ロボに倒される。
南極7号
型式番号:ANT-007
その場限りの使い捨てロボットらしい。戦うこともなく話が終了してしまったため破壊は免れているが、その後の話でも一切活躍していない。

### 超南極
ペンギン帝国最強五人衆に与えられた特機で通常の南極を遙かに上回る性能を有しているが、そのパワーゆえ稼働時間が短いのが欠点。五人衆専用ということで全部で5機が存在する。大型のボディと黒のカラーリングが特徴。呼び出す際には操縦者が「Wake up!～!!」と叫ぶ。
超南極 Humboldt
型式番号:ANT-S-01
フンボルト専用の超南極で通称「超H」。ケタ外れのパワーを誇り、フンボルト自身の超能力と相まって絶大な戦闘力を発揮した。非常にハイスペックで、総合力は他の4機を上回っている。ただエネルギー効率に欠点があるらしく、全エネルギーを注ぎ込んでエネルギー光球を放つ「南極サンシャイン」の生成途中で本当に全エネルギーを注ぎ込んでしまい本体である超H自身の機能が停止。撤退を余儀なくされた。
超南極 Yellow-eyed
型式番号:ANT-S-03
キガシラ専用の超南極。大地を削り取ってしまうほどの大出力ビーム・南極ブラスターを発射することができる。しかし1回こっきりしか使用できず砲身をポイと投げ捨てており、フンボルトの超Hと同様にエネルギー効率の悪い機体であったが後に改良、連射可能になる。
超南極 Macaroni
型式番号:ANT-S-04
マカロニ専用の超南極。軽量スピード型の機体で格闘戦を得意とする。南極シールドというバリアを発生させることができる。また高周波であらゆるものを切り裂く南極ブレードを装備するがブレードの刀身が発生器すら切り裂いてしまうため、事実上使用不可能。この欠陥が発見されて以降は、南極シールドによる援護防御がメインになってしまった。
超南極 Fairy
型式番号:ANT-S-02
コガタ専用の超南極。ヘビークラスの機体で必殺技の南極ブリーカーなど、肉弾戦を得意とする。
超南極 Adelie
型式番号:ANT-S-0X
アデリー専用の超南極。他の4体の超南極のベースとなった機体。旧型であるため他の超南極と比べてスペックは低いらしいが、ペンギン砲発射腕の追加とアデリーの実力により他の南極や惑星ロボたちを凌駕する戦闘能力を見せる。

### 大南極
超南極の欠点であった稼働時間の短さを、奪取した超火力発電システムを組み込むことで克服した究極の南極。惑星ロボの技術が使われているため、頭の上にロウソクがある。超南極をも上回るパワーを持つ機体とされている。
ブラック火星ロボ
型式番号:ANT-U-E
超火力発電所から盗み出した火星ロボの設計データをもとにペンギン帝国の技術で開発された悪の火星ロボ。外見はギコの火星ロボと殆ど変わらず操作も有線による操縦となるが実はキマイラと同様"大南極"のカテゴリに分類される機体であり、作中でも「キマイラの試作型」或いは「キマイラの兄弟機」と形容されている。プロトタイプではあるものの、既に超南極クラスのパワーを有しておりポテンシャルはかなり高い。しかし使用した人物が惑星ロボ操作のセンスに乏しい司令官であったため、ギコの操る火星ロボに一撃で葬り去られた。武装・武器は「黒火星アーム」「黒火星ビーム」。黒という冠はつくものの、いずれも元祖火星ロボと同じ性質の武器である。戦闘後、フンボルトによって銘苅正に譲渡されジェネレーターを失った水星ロボのリペアパーツとして流用、続・水星ロボとなって生まれ変わった。
大南極 Chimaira
型式番号:ANT-U-01
上記ブラック火星ロボの開発ノウハウを基に完成した最強の南極。ペンギン帝国の切り札であったが、離反したペンギン帝国司令官によって奪取された。自我を持ち、ペンギン帝国司令官を自らの主と認めた。「大南極ブラスター」や「シロスマッシャー」などの強力なビーム技を持つ。現在の所有者である司令官の脳波制御だけでは3割程度の力しか出せないが内蔵された惑星ロボシリーズのものと共通の操縦器を使ってヂョウがサポートしたことで一時的にマックスパワーとなり、「真・火星アーム」を繰り出してアデリーの超南極を圧倒した。なおその際与儀のミスにより外部装甲がパージされ防御力が60%もダウンしている描写があるがこれはあくまでもアクシデントであり、キマイラの性能を100%引き出すための変形（変身）といった類のものではない。

## 書誌情報等

### 単行本
芳文社より「まんがタイムKRコミックス」として刊行。
1. 第1巻（2006年7月27日発売） ISBN 4-8322-7588-7
2. 第2巻（2007年9月27日発売） ISBN 978-4-8322-7653-6
3. 第3巻（2008年10月27日発売） ISBN 978-4-8322-7743-4

エンターブレインより「健全ロボ ダイミダラー」の刊行に合わせ、判型をB6に変更し「ビームコミックス」として復刊されている。
1. 第1巻（2012年2月15日発売） ISBN 978-4-04-727772-4
2. 第2巻（2012年3月15日発売） ISBN 978-4-04-727773-1
3. 第3巻（2012年3月15日発売） ISBN 978-4-04-727918-6